# Glyptopetalum subcordatum
Glyptopetalum subcordatum är en benvedsväxtart som beskrevs av Ding Hou. Glyptopetalum subcordatum ingår i släktet Glyptopetalum och familjen Celastraceae. Inga underarter finns listade.